# استنلی ابوراه
استنلی ابوراه (انگلیسی: Stanley Aborah؛ زادهٔ ۲۵ اوت ۱۹۶۹) بازیکن فوتبال اهل غنا بود.
از باشگاه‌هایی که در آن بازی کرده است می‌توان به باشگاه فوتبال اوردینگن ۰۵ و باشگاه فوتبال سئونگنام اشاره کرد.
وی همچنین در تیم ملی فوتبال غنا بازی کرده است.